# صور فضية
صور فضية (بالإنجليزية: Silver Pictures)‏ هي شركة إنتاج أفلام أمريكية أسسها منتج هوليوود جويل سيلفر عام 1980.